# Mora (Gemeinde)
Koordinaten: 61° 0′ N, 14° 32′ O

Mora ist eine Gemeinde (schwedisch kommun) in der schwedischen Provinz Dalarnas län und der historischen Provinz Dalarna nordwestlich des Sees Siljan. Der Hauptort der Gemeinde ist Mora.

## Geographie
Die Gemeinde Mora erstreckt sich im Inland von Dalarna vom See Siljan ungefähr 60 Kilometer (Luftlinie) nach Westen. Das Gemeindegebiet umfasst auch die nördliche Hälfte des Sees und die 7,5 km lange und 4 km breite Insel Sollerön mit zahlreichen archäologischen Funden aus der Steinzeit und über 100 Grabstätten aus der Wikingerzeit.
Die Gemeinde Mora, die im Skandenvorland liegt, weist eine eher flache, bewaldete Landschaft auf. Eine Ausnahme bildet der Gesundaberg am Westufer des Siljan.

## Geschichte

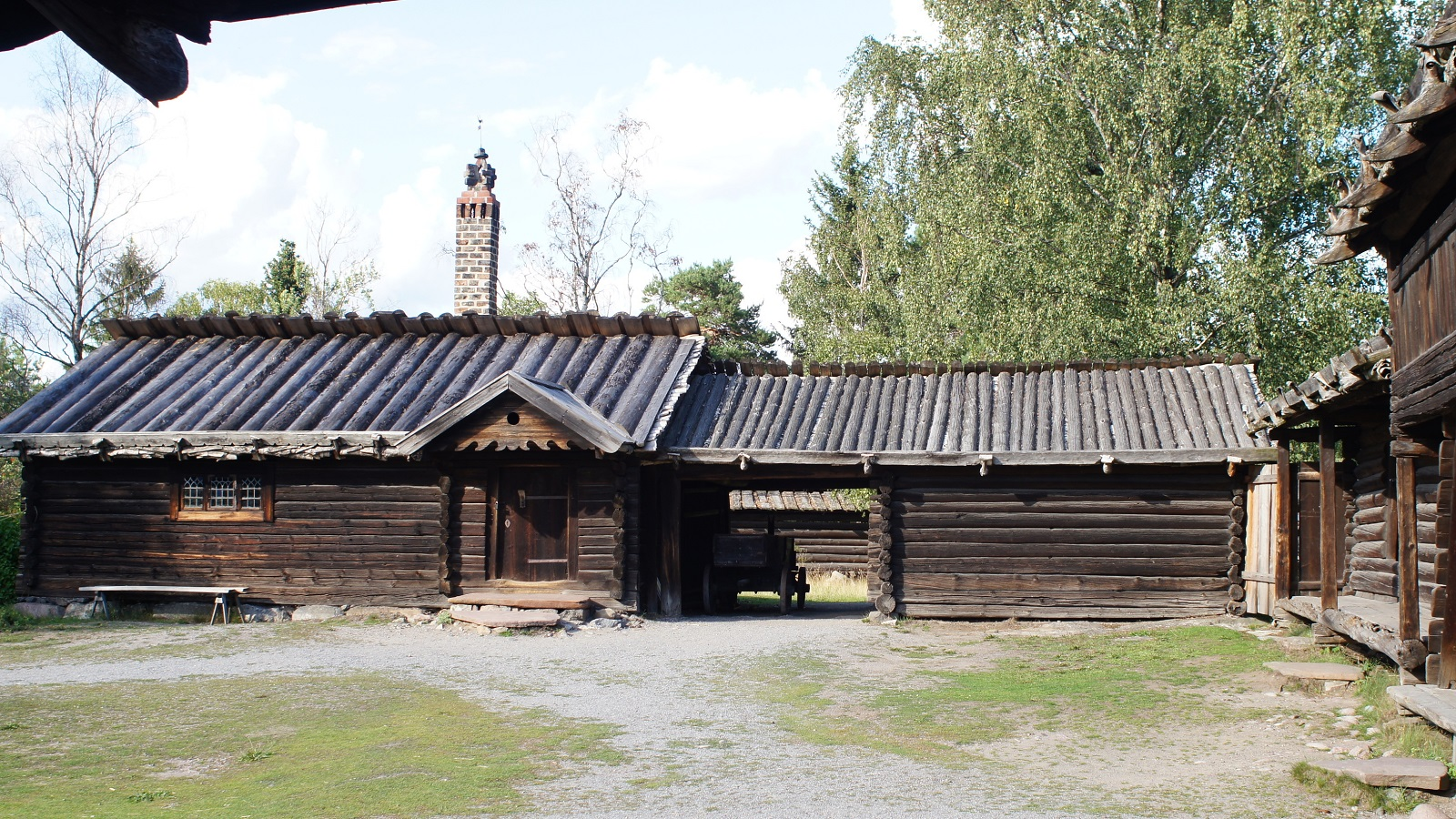
Moragården in Stockholm: Morastugan aus Östnor (links)

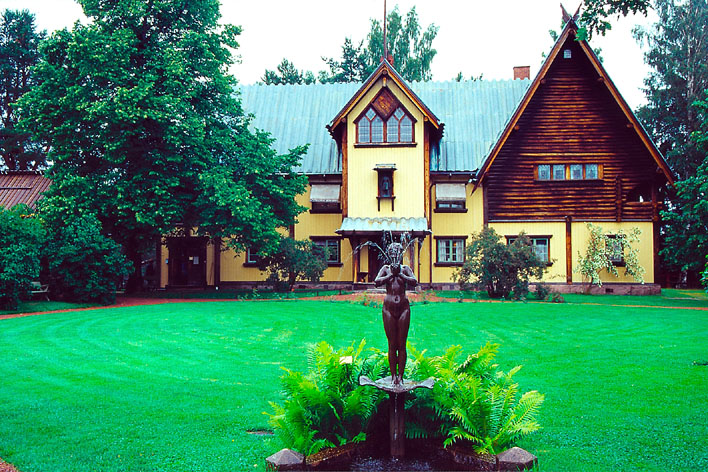
Museum Zorngården in Mora

Das Freilichtmuseum Skansen zeigt seit 1891/1930 die Hofanlage Moragården, für die unter anderem Gebäude aus Östnor, Venjan und kleineren Orten der Gemeinde nach Stockholm versetzt wurden.

## Orte
Diese Orte sind größere Ortschaften (tätorter):
- Gesunda
- Mora
- (Nusnäs)
- Östnor
- Selja
- Sollerön
- Våmhus
- Vattnäs
- Venjan
- Vinäs

## Wirtschaft
Die Gemeinde Mora ist eine Industrie- und Fremdenverkehrsgemeinde. Die meisten Industriebetriebe liegen im Zentralort Mora. Für den Fremdenverkehr wichtig ist das Gebiet des Siljan; Mora selbst mit seinen Zorn-Sammlungen und im Winter der Wasalauf, einem Ski-Langlaufwettbewerb über eine Strecke von 90 Kilometern.

## Persönlichkeiten
- Karl Bohlin (* 1938), US-amerikanischer Skilangläufer